# Aruma histrio
Aruma histrio е вид лъчеперка от семейство Попчеви (Gobiidae), единствен представител на род Aruma.

## Разпространение
Видът е разпространен в Мексико.